# Такая красотка, как я
«Такая красотка, как я» (фр. Une belle fille comme moi) — криминальная комедия французского режиссёра Франсуа Трюффо, снятая им в 1972 году. Экранизация романа американского писателя Генри Фарелла «Такая красотка, как я» (Such a Gorgeous Kid Like Me; 1967).

## Сюжет
Молодой социолог Станислас Превин пишет дипломную работу о женской преступности. Ему разрешают встретиться и взять интервью у преступницы, которая находится в тюрьме. Камилла Блисс, так зовут заключённую, в детстве убила отца-алкоголика и обвиняется в смерти Артура, одного из многочисленных любовников. Она рассказывает Станисласу всю свою жизнь и историю своих любовных похождений. Он увлечён девушкой и ему удаётся доказать её невиновность. Выйдя из тюрьмы она прославилась в качестве популярной певицы. Кловис, один из прежних её любовников, угрожает Камилле. Она убивает его и обставляет дело так, что улики указывают на Станисласа.

## Рецензии
Критика в первую очередь выделяла игру Бернадетт Лафон. Робер Шазаль назвал фильм «шедевром». Американская газета The New York Times назвала фильм «одним из лучших, среди снятых Франсуа Труффо в 1970-е годы».